# Dušan Kobal
Dušan Kobal, slovenski glasbenik, tenorist solopevec, * 9. december 1950, Postojna.

## Življenje in delo
Rodil se je v družini kolarja Jožeta in gospodinje Marinke Kobal rojene Poniž. Dva razreda osnovne šole je obiskoval v Vipavi, nadaljeval pa v Idriji, kjer je obiskoval tudi glasbeno šolo. S šolanjem je nadaljeval na Srednji glasbeni in baletni šoli v Ljubljani pri profesorju Zvonimirju Cigliču. Več let je bil uspešen zborovodja. Vodil je otroške, mladinske in mešane pevske zbore. Po nekaj letih pedagoškega dela  in petja v različnih glasbenih skupinah je nadaljeval študij solopetja na Akademiji za glasbo v Ljubljani v razredu profesorice Eve Novšak-Houška ter leta 1987 diplomiral. Po diplomi se je dodatno izobraževal še pri znanem slovenskem tenoristu Rudolfu Franclu (1988) ter na mednarodnih glasbenih tečajih. Prvi samostojni koncert samospevov je imel 5. maja 1988 v Idriji. Leta 1990 je postal samostojni svobodni umetnik in pričel uspešno nastopati na domačih in tujih koncertih odrih.